# Нелсон Семедо
Нелсон Кабрал Семедо (порт. Nélson Cabral Semedo; 16. новембар 1993) професионални је португалски фудбалер који игра на позицији десног бека. Тренутно наступа за Вулверхемптон вондерерсе и репрезентацију Португалије.
Каријеру је почео у домаћем клубу Синтренсе за који је дебитовао и на професионалном нивоу. Након тога је играо за Бенфику, а претходно и за резервни тим клуба. Дана 13. јула 2017. године је потписао уговор са Барселоном у којој је провео три сезоне и освојио две титуле првака Шпаније. Од 23. септембра 2020. наступа за Вулверхемптон вондерерсе.
За репрезентацију Португалије дебитовао је против Србије 11. октобра 2015. године.

## Успеси

### Клупски
Бенфика
- Прва лига Португалије: 2015/16, 2016/17.
- Куп Португалије: 2016/17.
- Лига куп Португалије: 2015/16.
- Суперкуп Португалије: 2016.

Барселона
- Ла Лига: 2017/18, 2018/19.
- Куп Шпаније: 2017/18.
- Суперкуп Шпаније: 2018.

### Репрезентативни
- УЕФА Лига нација: 2018/19, 2024/25.